# Calamagrostis moupinensis
Calamagrostis moupinensis är en gräsart som beskrevs av Adrien René Franchet. Calamagrostis moupinensis ingår i släktet rör, och familjen gräs.
Artens utbredningsområde är Tibet. Inga underarter finns listade i Catalogue of Life.